# Квалификације за Светско првенство у фудбалу 2010 — АФК
Квалификације за Светско првенство у фудбалу 2010. у Азијској фудбалској конфедеравији (АФК) одржане су у периоду 6. август 2007. до 2. јуна 2009.. У квалификацијама су учествовале 43 земље, од којих су се за Светско првенство у фудбалу 2010. у Јужној Африци квалификовале четири репрезентације. Од 47 могућих само три Лаос, Брунеј и Филипини нису се пријавиле учешће у квалификацијама. Ово су биле прве квалификације за светско првенство за Источни Тимор и први пут да се репрезентација Аустралије такмичила у АФК квалификацијама, од њеног преласка из Океанијске фудбалске конфедерације (ОФК) почетком 2006. године.
Четири директно квалификоване репрезентације за Светско првенство 2010. су Аустралија, Јапан Северна и Јужна Кореја. Петопласирана репрезентација Бахреина која је могла квалификовати, ако победи у доигравању (плеј офу) првака ОФК зоне Нови Зеланд, али није успела.

## Систем такмичења
Према листи успешности екипа у претходним квалификацијама, најбољих пет су директно ушле у треће коло, а од осталих 38 одређени су парови првог кола калификација. Од 19 екипа које су прошле даље, осам најслабије пласираних разигравале су у другом колу, док су остале екипе аутоматски прошле у следеће коло, треће коло.
У трећем колу, 20 екипа подељено је у пет група по четири. Две првопласиране екипе из сваке групе пласирале су се у четврто коло. У њему су биле подељене у две групе по пет. По две првопласиране репрезентације из сваке групе пласирале су се на светско првенство, док су трећепласирани разигравали за пето место. Победник те утакмице је за пласман на светско првенство разигравао са победником квалификација аустралијске конфедерације.

### Ранг листа успешности репрезентација
| Врх листе (Рангирани од 1 до 5 места)                               | Шешир А (Рангирани од 6 до 24 места) | Шешир Б (Рангирани од 25 до 43 места) |
| ------------------------------------------------------------------- | --- | --- |
| 1. Аустралија 2. Јужна Кореја 3. Саудијска Арабија 4. Јапан 5. Иран | 1. Бахреин 2. Узбекистан 3. Кувајт 4. Северна Кореја 5. Кина 6. Јордан 7. Ирак 8. Либан 9. Оман 10. УАЕ 11. Катар 12. Сирија 13. Палестина 14. Тајланд 15. Туркменистан 16. Таџикистан 17. Индонезија 18. Хонгконг 19. Јемен | 1. Вијетнам 2. Киргистан 3. Малдиви 4. Индија 5. Сингапур 6. Шри Ланка 7. Малезија 8. Кинески Тајпеј 9. Бангладеш 10. Макао 11. Пакистан 12. Авганистан 13. Монголија 14. Гвам 15. Непал 16. Камбоџа 17. Бутан 18. Myanmar 19. Источни Тимор |

- Жребање екипа из шешира А и шешира Б одржано је 6. августа 2007. у седишту АФК у Куала Лумпуру у Малезији. Гвам и Бутан су одустали од такмичења.

## Први круг
| Утак. | Домаћин       | Укупан резултат | Гост           | 1. утак. | 2. утак.    |
| ----- | ------------- | --------------- | -------------- | -------- | ----------- |
| 1.    | Пакистан      | 0:7             | Ирак           | 0:7      | 0:0         |
| 2.    | Узбекистан    | 11:0            | Кинески Тајпеј | 9:0      | 2:0         |
| 3.    | Тајланд       | 13:2            | Макао          | 6:1      | 7:1         |
| 4.    | Шри Ланка     | 0:6             | Катар          | 0:1      | 0:5         |
| 5.    | Кина          | 11:0            | Myanmar        | 7:0      | 4:0         |
| 6.    | Бутан         | 0:3 сл.         | Кувајт         |          |             |
| 7.    | Киргистан     | 2:2 (5:6 пен)   | Јордан         | 2:0      | 0:2 (прод.) |
| 8.    | Вијетнам      | 0:6             | УАЕ            | 0:1      | 0:5         |
| 9.    | Бахреин       | 4:1             | Малезија       | 4:1      | 0:0         |
| 10.   | Источни Тимор | 3:11            | Хонгконг       | 2:3      | 1:8         |
| 11.   | Сирија        | 5:1             | Авганистан     | 3:0      | 2:1         |
| 12.   | Јемен         | 3:2             | Малдиви        | 3:0      | 0:2         |
| 13.   | Бангладеш     | 1:6             | Таџикистан     | 1:1      | 0:5         |
| 14.   | Монголија     | 2:9             | Северна Кореја | 1:4      | 1:5         |
| 15.   | Оман          | 4:0             | Непал          | 2:0      | 2:0         |
| 16.   | Палестина     | 0:7             | Сингапур       | 0:4      | 0:3 сл.     |
| 17.   | Либан         | 6:3             | Индија         | 2:2      |             |
| 18.   | Камбоџа       | 1:5             | Туркменистан   | 0:1      | 1:4         |
| 19.   | Гвам          | 0:3 сл.         | Индонезија     |          |             |

## Други круг
Од 19 победника, 8 репрезентација са најнижим рејтингом у другом кругу играју по две утакмице, за наставак такмичења у трећем кругу. Према жребу који је одржан 6. августа 2007. у седишту АФК у Куала Лумпуру у Малезији, одређено је репрезентације рангиране од 16 до 19 места против рангираних од 12 до 15 места. Парови су били 17—14; 16—12; 18—13 и 19—15. Прве утакмице су одигране 9, а друге 18. новембра 2007.
| Утак. | Домаћин    | Укупан резултат | Гост         | 1. утак. | 2. утак. |
| ----- | ---------- | --------------- | ------------ | -------- | -------- |
| 1.    | Хонгконг   | 0:3             | Туркменистан | 0:0      | 0:3      |
| 2.    | Индонезија | 1:11            | Сирија       | 1:4      | 0:7      |
| 3.    | Сингапур   | 3:1             | Таџикистан   | 2:0      | 1:1      |
| 4.    | Јемен      | 1:2             | Тајланд      | 1:1      | 0:1      |

## Трећи круг

### Квалификоване екипе
| Директно у 3. кругу                                                 | 11 боље рангираних победника 1 круга                                                                              | Победници из 2 круга                             |
| ------------------------------------------------------------------- | --- | ------------------------------------------------ |
| 1. Аустралија 2. Јужна Кореја 3. Саудијска Арабија 4. Јапан 5. Иран | 1. Бахреин 2. Узбекистан 3. Кувајт 4. Северна Кореја 5. Кина 6. Јордан 7. Ирак 8. Либан 9. Оман 10. УАЕ 11. Катар | 1. Сирија 2. Тајланд 3. Туркменистан 4. Сингапур |

## Групе
Ових 20 тимова били су разврстане у пет група по четири екипе. Пре жребања екипе су биле подељене у четири „шешира“, према пласману на ранг листи:1—5, 6—10, 11—15, 16—20. Жреб је одржан 25. новембра 2007. у Дурбану, Јужна Африка.

### Група 1
| Група 1    | Аустралија | Кина | Ирак | Катар |
| Аустралија | ХХХ        | 0:1  | 1:0  | 3:0   |
| Кина       | 0:0        | ХХХ  | 1:2  | 0:1   |
| Ирак       | 1:0        | 1:1  | ХХХ  | 0:1   |
| Катар      | 1:3        | 0:0  | 2:0  | ХХХ   |

| Табела групе 1 | И | Д | Н | И | ДГ | ПГ | ГР | Бодови |
| Аустралија     | 6 | 3 | 1 | 2 | 7  | 3  | +4 | 10     |
| Катар          | 6 | 3 | 1 | 2 | 5  | 6  | -1 | 10     |
| Ирак           | 6 | 2 | 1 | 3 | 4  | 6  | -2 | 7      |
| Кина           | 6 | 1 | 3 | 2 | 3  | 4  | -1 | 6      |

### Група 2
| Група 2 | Бахреин | Јапан | Оман | Тајланд |
| Бахреин | ХХХ     | 1:0   | 1:1  | 1:1     |
| Јапан   | 1:0     | ХХХ   | 3:0  | 4:1     |
| Оман    | 0:1     | 1:1   | ХХХ  | 2:1     |
| Тајланд | 2:3     | 0:3   | 1:3  | ХХХ     |

| Табела групе 2 | И | Д | Н | И | ДГ | ПГ | ГР | Бод |
| Јапан          | 6 | 4 | 1 | 1 | 12 | 3  | +9 | 13  |
| Бахреин        | 6 | 3 | 2 | 1 | 7  | 5  | -2 | 11  |
| Оман           | 6 | 2 | 2 | 2 | 5  | 7  | -2 | 8   |
| Тајланд        | 6 | 0 | 1 | 5 | 5  | 14 | -9 | 1   |

### Група 3
| Група 3        | Јордан | Северна Кореја | Јужна Кореја | Туркменистан |
| Јордан         | ХХХ    | 0:1            | 0:1          | 2:0          |
| Северна Кореја | 2:0    | ХХХ            | 0:0          | 1:0          |
| Јужна Кореја   | 2:2    | 0:0            | ХХХ          | 4:0          |
| Туркменистан   | 0:2    | 0:0            | 1:3          | ХХХ          |

| Табела групе 3 | И | Д | Н | И | ДГ | ПГ | ГР  | Бод |
| Јужна Кореја   | 6 | 3 | 3 | 0 | 10 | 3  | +7  | 12  |
| Северна Кореја | 6 | 3 | 3 | 0 | 4  | 0  | +4  | 12  |
| Јордан         | 6 | 2 | 1 | 3 | 6  | 6  | 0   | 7   |
| Туркменистан   | 6 | 0 | 1 | 5 | 1  | 12 | -11 | 1   |

### Група 4
| Група 4           | Либан | Саудијска Арабија | Сингапур | Узбекистан |
| Либан             | ХХХ   | 1:2               | 1:2      | 0:1        |
| Саудијска Арабија | 4:1   | ХХХ               | 2:0      | 4:0        |
| Сингапур          | 2:0   | 0:3 сл.           | ХХХ      | 3:7        |
| Узбекистан        | 3:0   | 3:0               | 0:3 сл.  | ХХХ        |

| Табела групе 4    | И | Д | Н | И | ДГ | ПГ | ГР  | Бод |
| Узбекистан        | 6 | 5 | 0 | 1 | 17 | 7  | +10 | 15  |
| Саудијска Арабија | 6 | 5 | 0 | 1 | 15 | 5  | +10 | 15  |
| Сингапур          | 6 | 2 | 0 | 4 | 7  | 16 | -9  | 6   |
| Либан             | 6 | 0 | 0 | 6 | 3  | 14 | -11 | 0   |

### Група 5
| Група 5           | Иран | Кувајт | Сирија | Саудијска Арабија |
| Иран              | ХХХ  | 2:0    | 2:0    | 0:0               |
| Кувајт            | 2:2  | ХХХ    | 4:2    | 2:3               |
| Сирија            | 0:2  | 1:0    | ХХХ    | 1:1               |
| Саудијска Арабија | 0:1  | 2:0    | 1:3    | ХХХ               |

| Табела групе 5    | И | Д | Н | И | ДГ | ПГ | ГР | Бод |
| Иран              | 6 | 3 | 3 | 0 | 7  | 2  | +5 | 12  |
| Саудијска Арабија | 6 | 2 | 2 | 2 | 7  | 7  | 0  | 8   |
| Сирија            | 6 | 2 | 2 | 2 | 7  | 8  | -1 | 8   |
| Кувајт            | 6 | 1 | 1 | 4 | 8  | 12 | -4 | 4   |

## Четврти круг
У овом кругу, 10 репрезентација које су прошле трећи круг подељене су у две групе по пет. По две првопласиране репрезентације из сваке групе пласирале су се директно на светско првенство, док су трећепласирани разигравали за пето место. Победник те утакмице је за пласман на светско првенство разигравао са победником квалификација аустралијске конфедерације.
Утакмице су се играле од 6. септембра 2008. до 17. јуна 2009.

### Група 1
| Група 1    | Аустралија | Јапан | Бахреин | Катар | Узбекистан |
| Аустралија | ХХХ        | 2:1   | 2:0     | 4:0   | 2:0        |
| Јапан      | 0:0        | ХХХ   | 1:0     | 1:1   | 1:1        |
| Бахреин    | 0:1        | 2:3   | ХХХ     | 1:0   | 1:0        |
| Катар      | 0:1        | 0:3   | 1:1     | ХХХ   | 3:0        |
| Узбекистан | 0:1        | 0:1   | 0:1     | 4:0   | ХХХ        |

| Табела групе 1 | И | Д | Н | И | ДГ | ПГ | ГР  | Бод |
| Аустралија     | 8 | 6 | 2 | 0 | 12 | 1  | +11 | 20  |
| Јапан          | 8 | 4 | 3 | 1 | 11 | 6  | +5  | 15  |
| Бахреин        | 8 | 3 | 1 | 4 | 6  | 8  | -2  | 10  |
| Катар          | 8 | 1 | 3 | 4 | 5  | 14 | -9  | 6   |
| Узбекистан     | 8 | 1 | 1 | 6 | 5  | 10 | -5  | 4   |

| Боје |                        |
| ---- | ---------------------- |
|      | Директно квалификовани |
|      | Доигравање             |

### Група 2
| Група 2           | Јужна Кореја | Северна Кореја | Саудијска Арабија | Ирак | Уједињени Арапски Емирати |
| Јужна Кореја      | ХХХ          | 1:0            | 0:0               | 1:1  | 4:1                       |
| Северна Кореја    | 1:1          | ХХХ            | 1:0               | 0:0  | 2:0                       |
| Саудијска Арабија | 0:2          | 0:0            | ХХХ               | 1:1  | 3:2                       |
| Иран              | 1:1          | 2:1            | 1:2               | ХХХ  | 1:0                       |
| УАЕ               | 0:2          | 1:2            | 1:2               | 1:1  | ХХХ                       |

| Табела групе 1    | И | Д | Н | И | ДГ | ПГ | ГР  | Бод |
| Јужна Кореја      | 8 | 4 | 4 | 0 | 12 | 4  | +8  | 16  |
| Северна Кореја    | 8 | 3 | 3 | 2 | 7  | 5  | +2  | 12  |
| Саудијска Арабија | 8 | 3 | 3 | 2 | 8  | 8  | 0   | 12  |
| Иран              | 8 | 2 | 5 | 1 | 8  | 7  | +1  | 9   |
| УАЕ               | 8 | 0 | 1 | 7 | 6  | 17 | -11 | 1   |

## Утакмица за 5. место
Трећепласиране реппрезентације из обе групе Бахреина и Саудујске Арабије одиграле су утакмице за пето место у овим квалификацијама, а које доноси право да са првопласираном екипом ОФКа Новим Зеландом. Утакмице су одигране 5. и 9. септембра 2009. године.
| Репрезентација | укупан рез. | Репрезентација    | 1. утак. | 2. утак. |
| -------------- | ----------- | ----------------- | -------- | -------- |
| Бахреин        | 2:2         | Саудијска Арабија | 0:0      | 2:2      |

## Доигравање против екипе ОФК-а
Победница утакмице за 5 место Бахреина играла је утакмицу против првопласиране екипе из Квалификација за Светско првенство у фудбалу 2010. — ОФК|ОФК Новог Зеланда за пласман на Светско првенство 2010. Утакмице су се одиграле 10. октобра и 14. новембра 2009.
| Репрезентација | укупан рез. | Репрезентација | 1. утак. | 2. утак. |
| -------------- | ----------- | -------------- | -------- | -------- |
| Бахреин        | 0:1         | Нови Зеланд    | 0:0      | 0:1      |